# Poproč (Košice-okolie)
Poproč (bis zum 19. Jahrhundert slowakisch „Podproč“; ungarisch Jászómindszent – bis zum Ende des 18. Jahrhunderts nur Mindszent) ist ein Ort und eine Gemeinde im Okres Košice-okolie des Košický kraj im Osten der Slowakei, mit 2647 Einwohnern (31. Dezember 2024).

## Geographie

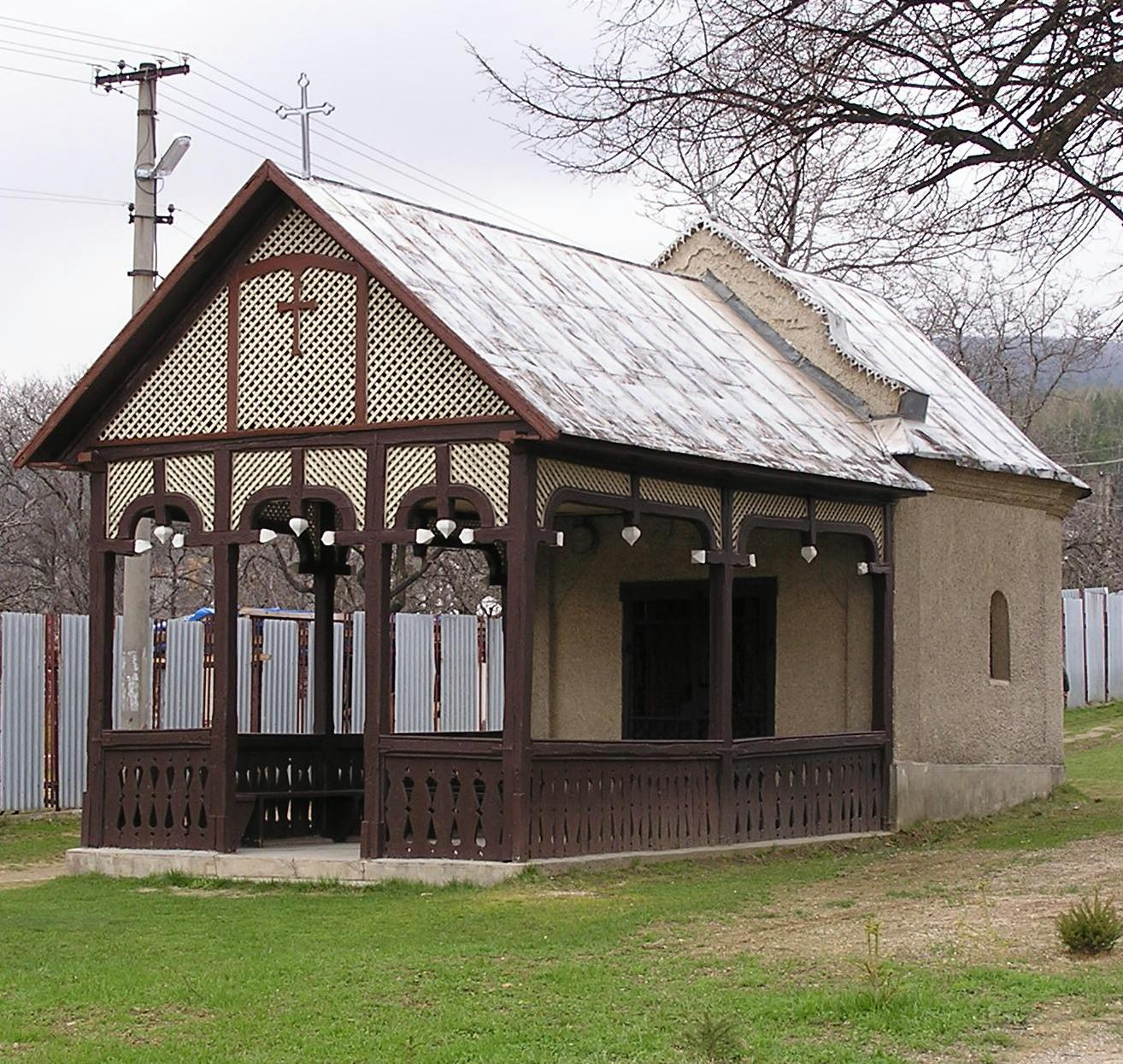
Kapelle im Ort

Die Gemeinde liegt im oberen Tal des Flusses Bodva, am Fuß des Gebirges Volovské vrchy, das ein Teil des Slowakischen Erzgebirges ist. Poproč ist vier Kilometer von Jasov und etwa 30 Kilometer von der Regionalhauptstadt Košice entfernt.

## Geschichte
Ein Vorgänger des heutigen Ortes wird 1255 als Elchuan erwähnt, ging aber wahrscheinlich gegen Ende des 13. Jahrhunderts unter. Der heutige Ort wird zum ersten Mal 1358 als Medzenth erwähnt. Die Geschichte ist eng an das Kloster Jasov eingebunden und es gab einst reiche Silbervorkommen in den Bergen.
1919 kam der bisher im Komitat Abaúj-Torna liegende und zum Königreich Ungarn gehörende Ort an die Tschechoslowakei. Auf Grund des Ersten Wiener Schiedsspruchs war er 1938–45 noch einmal Teil Ungarns.

## Bevölkerung
| Jahr                | 1994 | 2004    | 2014    | 2024    |
| ------------------- | ---- | ------- | ------- | ------- |
| Anzahl der Personen | 2831 | 2811    | 2774    | 2647    |
| Unterschied         |      | −0,70 % | −1,31 % | −4,57 % |

| Jahr                | 2023 | 2024    |
| ------------------- | ---- | ------- |
| Anzahl der Personen | 2651 | 2647    |
| Unterschied         |      | −0,15 % |